# هویزه (موشک)
موشک هویزه یک موشک کروز بلندبُرد ایرانی است که توسط متخصصان سازمان صنایع هوافضای وزارت دفاع و پشتیبانی نیروهای مسلح ساخته شده‌است. این موشک شناساگریز از خانواده موشک سومار و دارای برد پروازی 1250 کیلومتر است که پس از آزمایش موفق در برد پروازی1250 کیلومتری تحویل به نیروی هوافضای سپاه پاسداران شده‌است.

## رونمایی
موشک کروز هویزه در روز ۱۳ بهمن ۱۳۹۷ در آستانه چهلمین سالگرد پیروزی انقلاب اسلامی ایران با حضور امیر حاتمی وزیر دفاع و پشتیبانی نیروهای مسلح و امیرعلی حاجی‌زاده فرمانده نیروی هوافضای سپاه پاسداران در نمایشگاه «دستاوردهای دفاعی و سازندگی» رونمایی شد.

## ویژگی‌ها
موشک هویزه یک موشک کروز زمینی از خانواده موشک سومار با ویژگی شناساگریزی است. به گفته امیر حاتمی وزیر دفاع ایران، موشک هویزه قابلیت «آماده‌سازی و واکنش سریع، ارتفاع پروازی پایین، دقت بالای ناوبری و اصابت به هدف و قدرت تخریب زیاد» را دارد و علیه اهداف زمینی ثابت استفاده می‌شود.

### برد
این موشک دارای برد پروازی بیش از ۱۳۵۰ کیلومتر است که آزمایش پروازی آن در برد پروازی ۱۲۰۰ کیلومتر با موفقیت صورت گرفته‌است.

## تحلیل
وبگاه اسرائیلی دبکا فایل که به تجزیه و تحلیل مسائل نظامی و امنیتی می‌پردازد، ضمن انتشار خبر رونمایی از موشک هویزه با تیتر «نه اسرائیل و نه ایالات متحده قادر به مقابله با موشک کروز جدید ایران نیستند»، رونمایی و آزمایش این موشک را در پاسخ به آزمایش موشک ارو-۳ ساخته ایالات متحده و اسرائیل دانست که در ۲۲ ژانویه ۲۰۱۹ رونمایی شده بود. در این گزارش گفته شده که موشک‌های کروز به دلیل امکان پرواز در نزدیکی کوه‌ها و قعر دره‌ها، می‌توانند از پوشش سیستم‌های راداری موشکی پنهان شوند و هیچ سیستم نظامی در جهان، ابزار مؤثری برای متوقف کردن آن‌ها (مگر انواع کوتاه‌برد آن) پیش از اصابت به هدف ندارد. این رسانه همچنین با اشاره به پرواز موشک‌های کروز ایران در ارتفاعی پایین‌تر از شبکه‌های راداری آمریکا و اسرائیل گفت که «علی‌رغم تلاش‌های غرب برای بی‌اهمیت نشان دادن آزمایش موفقیت‌آمیز موشک کروز هویزه در ایران، این موشک از اهمیت بسیار بالایی برخوردار است.»